# Agrotis monedula
Agrotis monedula är en fjärilsart som beskrevs av Franz Dannehl 1925. Agrotis monedula ingår i släktet Agrotis och familjen nattflyn. Inga underarter finns listade i Catalogue of Life.